# 2118-as mellékút (Magyarország)
A 2118-as számú mellékút egy körülbelül 10 kilométeres hosszúságú, négy számjegyű mellékút Nógrád vármegyében, a Cserhát nyugati részén.

## Nyomvonala
Kétbodony közigazgatási területén, a falutól délre ágazik ki észak felé a 2116-os útból. Végighalad a falu központján, majd annak északi részén, körülbelül az 1+200-as kilométerszelvénye közelében kiágazik belőle a 21 154-es út. További szakaszán elhalad a Kétbodonyi-tó mellett, majd Szente településre ér, körülbelül 4,5 kilométer után.
Itt a fő iránya az addig követett északi helyett a keleti lesz, és hamarosan Debercsényre ér, amelynek központját nagyjából 7,2 kilométer után éri el. Itt kiágazik belőle dél felé a 21 155-ös út, a falu déli része felé. Magyarnándorra beérve, nem sokkal a tizedik kilométere előtt ér véget, csatlakozva a 2108-as útba, közel annak 14. kilométeréhez.

## Települések az út mentén
- Kétbodony
- Szente
- Debercsény
- Magyarnándor

## Története
1934-ben a kereskedelem- és közlekedésügyi miniszter 70 846/1934. számú rendelete a teljes hosszában harmadrendű főúttá nyilvánította, a mai 2125-ös úttal és a 2123-as út döntő részével együtt, a Kétbodony és Alsótold közt húzódó 207-es főút részeként.